# 顺行性遗忘症
顺行性遗忘症（英語：anterograde amnesia）是一種失憶症，与忘记發病前事物的逆行性遗忘症不同，此病病患會遗忘患病后发生的事物。
人们对于记忆的机理研究得不是很透彻，科学家也只能指出是哪部分大脑產生作用，顺行性遗忘症还是一种很神秘的疾病。

## 诱因
该病主要由于以下两种原因造成：或是由于某些药物诱导（苯二氮䓬类药物类药物，如咪达唑仑、氟硝西泮、替马西泮、三唑仑及尼美西泮有着强失忆效应），或是由于脑外創伤及大脑的海马体或周围皮质病变。
失忆症也会出现在一些为了防止更加严重的疾病而切除部分脑组织的患者身上，其中或包含了如中颞叶 (MTL)记忆系统之类的记忆回路。通常，由MTL紊乱引起的癫痫患者会切除单侧或双侧脑组织 (每个脑半球有一块相关组织)。此外，患脑瘤的患者经历手术后常会伤害这些组织。破坏包括海马体及周围皮质等部分系统，都会造成失忆。
大量酗酒也是顺行性遗忘症的诱因之一。这常由于血液酒精浓度超过0.25%，并伴随着宿醉。

## 病症
患有顺行性遗忘症的患者会有不同程度的失忆现象。一些严重的患者并有顺行性和逆行性遗忘症现象，有时被称为全脑失忆症、暫時性全面失憶症（transient global amnesia, TGA）。
药物引起失忆的病例常常是短期并可以康复的。而其他病例，自1970年代早期研究以来，患者受到的永久性的损伤，尽管某些病例在病理生理学的理论上有康复的可能性。通常，患者还有一部分最基本的学习能力，而对于一些严重的顺行性遗忘症患者，他们拥有的只是失忆前的回忆，而失忆后任何一丝一毫也无法想起。
在大多数情况下，顺行性遗忘症患者失去陈述性记忆，或者事实的回忆，但还留有非陈述记忆，这常被称作程序性记忆。例如，他们记得并有可能学会如何做一些诸如打电话、骑自行车等事，但他们无法想起昨天中午吃了什么。 另外，患者对事件发生的情节记忆能力下降。据某些报道，该病对情节记忆的损害比语义学习能力更显著。 

## 病理生理学
顺行性遗忘症的病理生理因大脑的受损部位及受损程度而迥异。最典型的关联区域有中颞叶，基底前脑以及脑穹隆。除了下述细节，记忆的具体原理从微观上来看，还是个谜。遗忘到底是由于编码缺实（基于记忆编码假说），遗忘加速，或标记确实，神经科学家和心理学家们尚没有一致意见。

### 中颞叶
中颞叶记忆系统（MTL system）包括海马结构（CA区域、齿状回、下托复合体）、 外鼻叶皮质、内鼻叶皮质和海马旁皮质。它们对储存记忆和处理陈述性记忆有重要的作用。他们在建立和维护长期记忆的过程中与新皮质有联系，尽管他们已知的功能无关于长期记忆。与之相反，非陈述性记忆虽然掌控着技能和习惯，却不是中颞叶记忆系统的一部分。大部分数据指向了该系统各部分的分工。
在动物实验中，研究者发现海马体和周围皮质区域被破坏的猴子比仅破坏了海马体的猴子的顺行性遗忘症要严重。 不过，其他关于灵长类的研究显示破坏组织的面积与遗忘症程度不一定有相关关系。 另外，该数据也未能解释存在于中颞叶记忆系统中情景记忆和语义记忆的分歧。
据称，中颞叶记忆系统损坏的遗忘症患者所有的感觉形态，包括听觉、视觉、嗅觉、味觉、触觉等都受到了损坏，因此印证了中颞叶记忆系统处理感觉信息然后把这些思维存为记忆的组织。另外，系统会记忆如何立即执行相对简单的行为（大约在10秒内），但会忘记较复杂的行为，即便也只需要很短的时间。这点证明了把陈述性记忆和程序性记忆分开的困难；某些陈述性记忆的元素可能用于执行程序性活动。
特别的，中颞叶记忆系统仅海马体损坏的遗忘症患者保留其它知觉能力，例如与人打交道、对话、整理床铺等等。而且，单纯的顺行性遗忘症患者（仅对MTL系统损害）对致失忆事件前留有记忆。因此，MTL并非所有记忆的贮藏地，其它脑区域也会储存记忆。MTL的关键是学习并转化为记忆的能力。

### 其它记忆系统
少数病例说明损害了脑其它部分的患者会患有顺行性遗忘症。Easton与Parker发现对灵长类动物的海马体与周围皮质的损害都不会造成严重的遗忘症。他们声称只对海马体和周围结构的损害并不会造成遗忘症所描述的症状，或并未达到描述的损伤程度。 另外，数据并未解释MTL记忆系统中情景记忆和语义记忆的分割。为了论证他们的猜想，他们使用了破坏基底前脑的灵长类模型。他们提出损害从基底前脑投射到MTL系统的神经元会造成顺行性遗忘症的某些病损。他们的报告中还提出患有严重的顺行性遗忘症的患者的核磁共振扫描显示海马体、杏仁体和周围白质的周围皮质区域有损害。
穹窿细胞死亡是顺行性遗忘症的另一个原因。穹窿带有海马体到边缘系统和间脑系统结构的信息。该类患者不会显示出任何分离综合征现象，也即没有分离大脑海马体的相关结构（患者双脑可以正常交流）。但是，患者有遗忘症现象。核磁共振检查可给出最终的准确结果。这种特殊的遗忘综合征难以检测，它常被医师当作急性精神失常。

## 记忆重组
当单侧MTL受损，记忆按照正态或类正态分布。神经可塑性是指必要时皮质的重组能力。重组可发生在上述任何情况中，同时，患者会康复，并拥有更强的记忆力。有个做过双颞叶切除手术的病例，一开始，因为引起癫痫患者被移除部分右脑MTL，之后左脑部分因肿瘤也被切除。这个病例很独特，患者的双侧MTL在不同时间被切除。实验者发现患者切除单侧时恢复了部分学习能力，但双侧切除后情况恶化了。并没有多少研究关于癫痫患者的脑重组现象，但成像结果却带来希望。

## 著名病例
最著名的病例应该是1957年由斯科维尔和米尔纳报道的一位名为亨利·莫萊森（常被称作H.M.）的患者。H.M.的主诉是长期严重癫痫病和双颞叶切除（双侧MTL都被切除）。结果， H.M.双侧海马结构和外鼻叶皮质都受到了损害。H.M.智力、感知力和表达能力都正常，但他无法学习新词汇和新事物。他是第一个记录完整的顺行性遗忘症病例，并且一直自愿参与研究 直到他在2008年去世。
另一个病例是患者E.P.，他患有严重的遗忘症。在进行3 个词的简单句学习测试中，他在12周以上24项连续学习的过程中表现较好，但当问及是否对答案确定时，他却不是很肯定。研究者Bayley和Squire认为他的学习过程就像需要程序记忆帮助的过程；E.P.无法在3字句的某一词改变或顺序改变时作出正确回答，因为他的回答多数源于“习惯”。Bayley和Squire称E.P.学习现象可能发生在新皮质，并且它的发生不需要认知性的知识。他们猜测当场景反复时信息可以直接由新皮质接受（由海马体投射的信息）。 这个病例证明了从描述性记忆中分离程序性记忆的困难，并从另一个侧面说明顺行性遗忘症的复杂。
苹果公司创始人斯蒂夫·沃兹尼亚克在一次飞机失事后一段时间内曾患上顺行性遗忘症。

## 争议

### 情节性与语义性记忆
从上面的讨论得知，顺行性遗忘症患者会有各式症状。陈述性记忆可以再分为情节性和语义性记忆。情节性记忆是帶有時空線索關於個人經驗的記憶，而语义性记忆是不帶時空線索純粹知識性的記憶。在一个幼年就患有顺行性遗忘症的女孩的病例中，这位患者C.L.的情节性记忆损伤严重，而保持有语义性记忆。
Vicari等人不能确定情节性和语义性的神经回路是否部分或全部重叠，而上例似乎显示两系统是独立的。患者的海马体和间脑的左右结构是分离的。患者C.L.的主诉包括了情节性和语义性的遗忘。在经过一系列神经心理测试后，Vicari证实C.L.在视觉命名测试和语句理解测试中表现良好，视觉空间能力和“对世界的常识”也没有问题。他们还发现患者18个月后的单词量和常识积累有所增加。而C.L.的情節记忆却远不及预期：她无法记住日常事件，比如她的度假地名，去过的地方等类似信息。不过，包括该研究在内的类似研究都在情节性和语义性记忆的区分上带有主观性，因此引发许多争议。

### 熟悉性与记忆区分
我们知道执行空间任务的熟悉性问题需要右海马体的参与，而左海马体参与语言任务中的熟悉性基础再认识。 某些研究者认为海马体对记忆检索很重要，而熟悉性基础记忆由邻近皮质区域维持。有的记忆是由已存记忆（病发前记忆）与现实情景匹配决定的。根据Gilboa等人的研究，海马体局部受损的患者可以在以熟悉性为基础的测试中表现良好。
Poreh发表了关于一位伤及穹窿的患者A.D.的研究 这位患者症状极为稀有，他的海马体失去功效，而邻近皮质区域却完好。如果给患者测试他熟悉的内容，患者表现良好。不过，A.D.的情景记忆严重受损，但可以学习语义知识。其他研究表明遭受相似损伤的动物可以认识他熟悉的事物，但一个出乎它们意外出现的事物它们却认不清。

### 记忆岛
顺行性遗忘症患者对新信息和新的亲历事件有回忆障碍，但后者缺乏统一数据。Medveds和Hirst用许多患者清单记录下记忆岛的存在。记忆岛是情节性和语义性记忆的结合体。研究者记录下患者含有类似受伤前记忆的大量细节的许多陈述。记忆岛的表现与邻近皮质区域和新皮质的功能有关。另外，研究者猜测杏仁体在陈述性记忆的过程中起作用。

## 对流行文化的影响
不少电影的主人公遭受了顺行性遗忘症，如盖·皮尔斯主演的《记忆碎片》，茱兒·芭莉摩的电影《初恋50次》以及Surya Sivakumar（泰米尔语发音，印度语为Aamir Khan）的《未知死亡》，斯科特·巴库拉在《星际旅行：进取号》中的角色乔纳森·阿彻在暮光一集也遭受了该病。《海底总动员》中的Dory，日本遊戲《ef》中的新藤千寻也患有顺行性遗忘症。

### 著名作品中的顺行性遗忘症
- 《別相信任何人》
- 《记忆碎片》
- 《我的失憶女友》(50 First Dates)
- 《从头再来》（Clean Slate）
- 《Fuddy Meers》
- 《海底总动员》
- 《监守之盗》（The Lookout）
- 《ef - a fairy tale of the two.》
- 《未知死亡》
- 《一週的朋友》
- 《掟上今日子的備忘錄》
- 《七日間的幽靈，第八日的女友》
- 《即使，這份戀情今晚就會從世界上消失》